# Concours masculin de trampoline aux Jeux olympiques d'été de 2008
Pour un article plus général, voir Trampoline aux Jeux olympiques d'été de 2008.
Navigation
Athènes 2004 Londres 2012
Cette page présente les résultats de la compétition masculine de trampoline aux Jeux olympiques d'été de 2008 à Pékin.

## Qualifications
| Rang | Gymnaste                | Premier passage | Second passage | Pénalités | Total |
| ---- | ----------------------- | --------------- | -------------- | --------- | ----- |
| 1    | Lu Chunlong (CHN)       | 31.20           | 41.20          |           | 72.40 |
| 2    | Dong Dong (CHN)         | 31.00           | 40.70          |           | 71.70 |
| 3    | Dmitry Ushakov (RUS)    | 30.80           | 40.70          |           | 71.50 |
| 4    | Yuriy Nikitin (UKR)     | 30.60           | 40.10          |           | 70.70 |
| 5    | Tetsuya Sotomura (JPN)  | 29.60           | 40.70          |           | 70.30 |
| 6    | Alexander Rusakov (RUS) | 29.90           | 40.00          |           | 69.90 |
| 7    | Jason Burnett (CAN)     | 28.50           | 41.20          |           | 69.70 |
| 7    | Mikalai Kazak (BLR)     | 30.30           | 39.40          |           | 69.70 |

- Q = Qualifiée pour la finale
- R = Réserve

## Finale

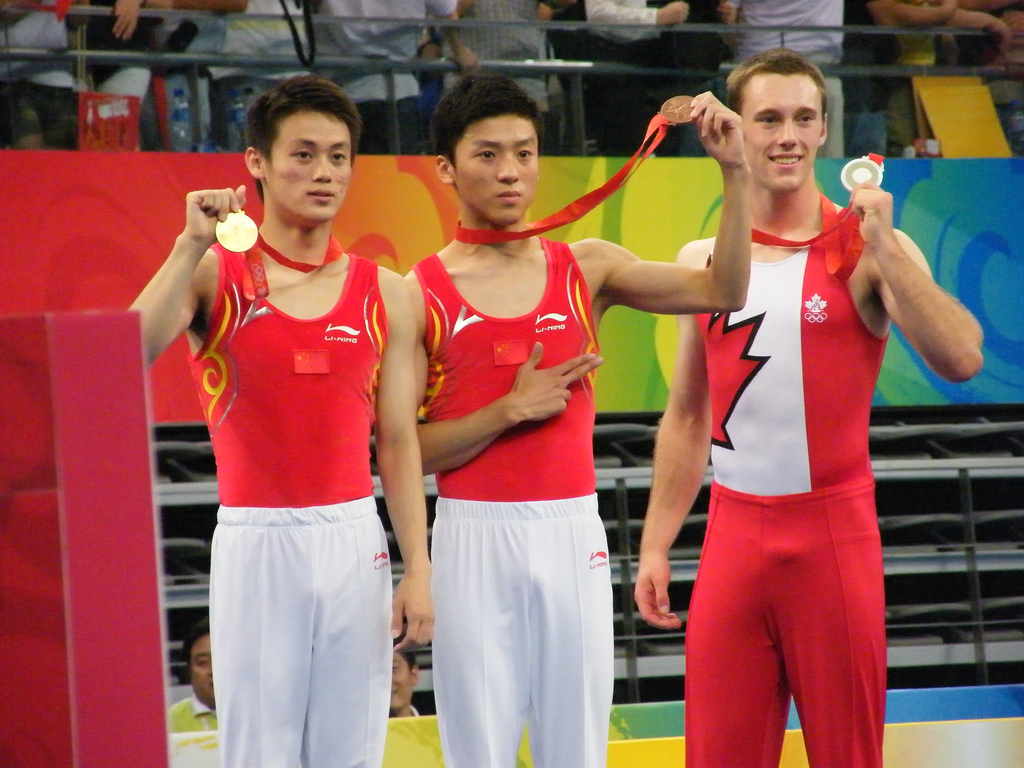
De gauche à droite : Lu Chunlong (or), Dong Dong (bronze) et Jason Burnett (argent)

| Rang | Gymnaste                | Exécution | Exécution | Exécution | Exécution | Exécution | Difficulté | Pénalités | Total | Notes |
| Rang | Gymnaste                | J1        | J2        | J3        | J4        | J5        | Difficulté | Pénalités | Total | Notes |
| ---- | ----------------------- | --------- | --------- | --------- | --------- | --------- | ---------- | --------- | ----- | ----- |
|      | Lu Chunlong (CHN)       | 8.3       | 8.2       | 8.1       | 8.3       | 8.3       | 16.2       |           | 41.00 |       |
|      | Jason Burnett (CAN)     | 7.9       | 8.0       | 7.9       | 8.0       | 8.1       | 16.8       |           | 40.70 |       |
|      | Dong Dong (CHN)         | 8.2       | 8.2       | 8.0       | 8.0       | 8.3       | 16.2       |           | 40.60 |       |
| 4    | Tetsuya Sotomura (JPN)  | 8.0       | 8.1       | 8.1       | 8.0       | 8.1       | 15.6       |           | 39.80 | T     |
| 5    | Yuriy Nikitin (UKR)     | 7.8       | 7.9       | 8.0       | 7.9       | 7.8       | 16.2       |           | 39.80 | T     |
| 6    | Dmitry Ushakov (RUS)    | 7.7       | 7.6       | 8.0       | 7.4       | 7.5       | 16.0       |           | 38.80 |       |
| 7    | Alexander Rusakov (RUS) | 7.5       | 7.5       | 7.2       | 7.3       | 7.7       | 16.2       |           | 38.50 |       |
| 8    | Mikalai Kazak (BLR)     | 7.1       | 7.2       | 7.4       | 7.6       | 7.5       | 16.0       |           | 38.10 |       |